# Asmate pallidaria
Asmate pallidaria är en fjärilsart som beskrevs av Otto Staudinger 1871. Asmate pallidaria ingår i släktet Asmate och familjen mätare. Inga underarter finns listade i Catalogue of Life.